# Yasutoshi Miura
Yasutoshi Miura (n. 15 iulie 1965) este un fost fotbalist japonez.

## Statistici
| Japonia | Japonia | Japonia |
| An      | Meciuri | Goluri  |
| ------- | ------- | ------- |
| 1993    | 3       | 0       |
| Total   | 3       | 0       |